# Györe
Györe è un comune dell'Ungheria centro-meridionale di 704 abitanti (dati 2008). È situato nella contea di Tolna.